# Cantons del Loira
Els Cantons del Loira són 40 i s'agrupen en 3 districtes:
- Districte de Montbrison (10 cantons - subprefectura: Montbrison):
cantó de Boën - cantó de Chazelles-sur-Lyon - cantó de Feurs - cantó de Montbrison - cantó de Noirétable - cantó de Saint-Bonnet-le-Château - cantó de Saint-Galmier - cantó de Saint-Georges-en-Couzan - cantó de Saint-Jean-Soleymieux - cantó de Saint-Just-Saint-Rambert

- Districte de Roanne (11 cantons - sotsprefectura: Roanne):
cantó de Belmont-de-la-Loire - cantó de Charlieu - cantó de Néronde - cantó de la Pacaudière - cantó de Perreux - cantó de Roanne-Nord - cantó de Roanne-Sud - cantó de Saint-Germain-Laval - cantó de Saint-Haon-le-Châtel - cantó de Saint-Just-en-Chevalet - cantó de Saint-Symphorien-de-Lay

- Districte de Saint-Étienne (19 cantons - prefectura: Sant-Etiève):
cantó de Bourg-Argental - cantó de Le Chambon-Feugerolles - cantó de Firminy - cantó de La Grand-Croix - cantó de Pélussin - cantó de Rive-de-Gier - cantó de Saint-Chamond-Nord - cantó de Saint-Chamond-Sud - cantó de Saint-Étienne-Nord-Est-1 - cantó de Saint-Étienne-Nord-Est-2 - cantó de Saint-Étienne-Nord-Oest-1 - cantó de Saint-Étienne-Nord-Oest-2 - cantó de Saint-Étienne-Sud-Est-1 - cantó de Saint-Étienne-Sud-Est-2 - cantó de Saint-Étienne-Sud-Est-3 - cantó de Saint-Étienne-Sud-Oest-1 - cantó de Saint-Étienne-Sud-Oest-2 - cantó de Saint-Genest-Malifaux - cantó de Saint-Héand